# Idiosepius paradoxus
Idiosepius paradoxus (лат.) — вид головоногих моллюсков из семейства идиосепиид (Idiosepiidae). Обитает в западной части Тихого океана, в том числе в водах Южной Кореи, северной Австралии, а также у японских островов Хонсю, Кюсю и южной части Хоккайдо. Встречается на прибрежных мелководьях. Idiosepius paradoxus достигает в длину 16 мм. Типовой экземпляр был собран Kadsiyama в Токийском заливе. Он хранится в Зоологическом музее в Страсбурге. Для оценки охранного статуса вида недостаточно данных. Он безвреден для человека и не является объектом промысла.